# 梅根·塔佩爾
梅根·塔佩爾（英語：Megan Tapper，1994年3月18日—），牙買加田徑運動員，她代表牙買加隊參加了日本舉行的2020年夏季奧林匹克運動會，並且在女子100米跨欄比賽上獲得銅牌。

## 外部連結
- 维基共享资源上的相關多媒體資源：梅根·塔佩爾